# Памятник погибшим жителям посёлка имени Морозова
Памятник жителям посёлка им. Морозова (Всеволожского района Ленинградской области), погибшим от артобстрелов и умершим от голода в 1942—1943 годах.

## Описание
Расположен в лесу, в 1,8 км от посёлка им. Морозова. К памятнику ведёт бетонная дорожка от грунтовой дороги с асфальтовой автодороги А120. Представлен гранитным обелиском и стелами с 62 установленными именами погибших. Памятник огорожен металлической оградой, образующей широкий круг с асфальтовой дорожкой и газоном в центре. В нескольких метрах от памятника расположены 4 могильных креста в двух оградах.
Надпись на памятнике: «Вечная память жителям посёлка им. Морозова, погибшим от артобстрелов и умершим от голода в 1942—1943 гг.»

## Фото

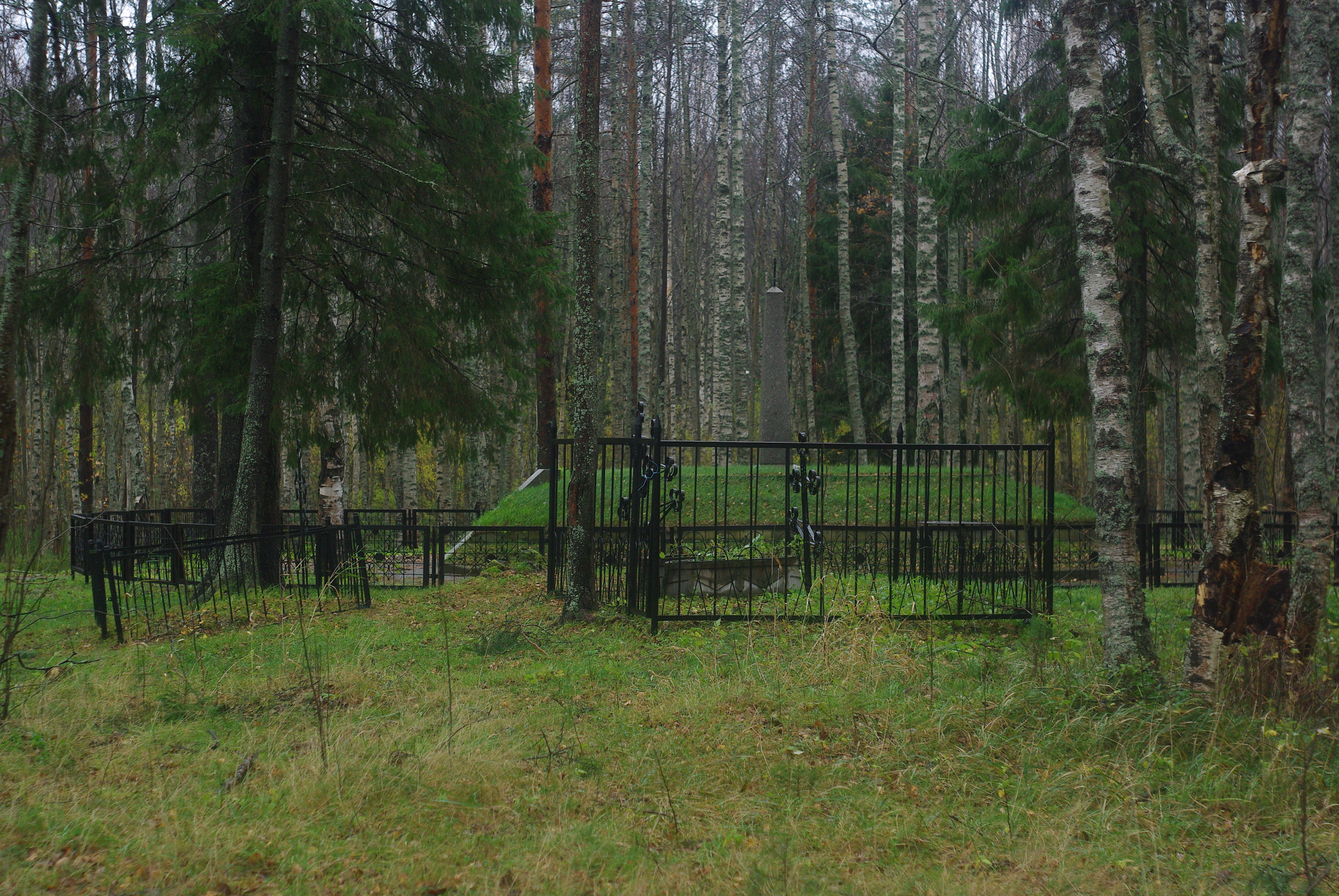
Вид на кладбище из 4 могил, и памятник жителям посёлка им. Морозова, погибшим от артобстрелов и умершим от голода в 1942—1943 гг.